# Parafia Wniebowzięcia Najświętszej Maryi Panny w Ryszewku
Parafia pw. Wniebowzięcia Najświętszej Maryi Panny w Ryszewku – parafia rzymskokatolicka należąca do dekanatu Kołbacz, archidiecezji szczecińsko-kamieńskiej, metropolii szczecińsko-kamieńskiej. W parafii posługują księża diecezjalni. Według stanu na wrzesień 2018 proboszczem parafii był ks. Henryk Marczak.

## Miejsca święte

### Kościół parafialny
Kościół Wniebowzięcia Najświętszej Maryi Panny w Ryszewku

### Kościoły filialne i kaplice
- Kościół Matki Bożej Częstochowskiej w Brzezinie[1]
- Kościół Matki Bożej Królowej Polski w Giżynie[1]
- Kościół Najświętszego Zbawiciela w Turzu[1]